# Buxus pubifolia
Buxus pubifolia är en buxbomsväxtart som beskrevs av Merrill. Buxus pubifolia ingår i släktet buxbomar, och familjen buxbomsväxter. Inga underarter finns listade i Catalogue of Life.